# Wattenmeer nördlich des Hindenburgdammes

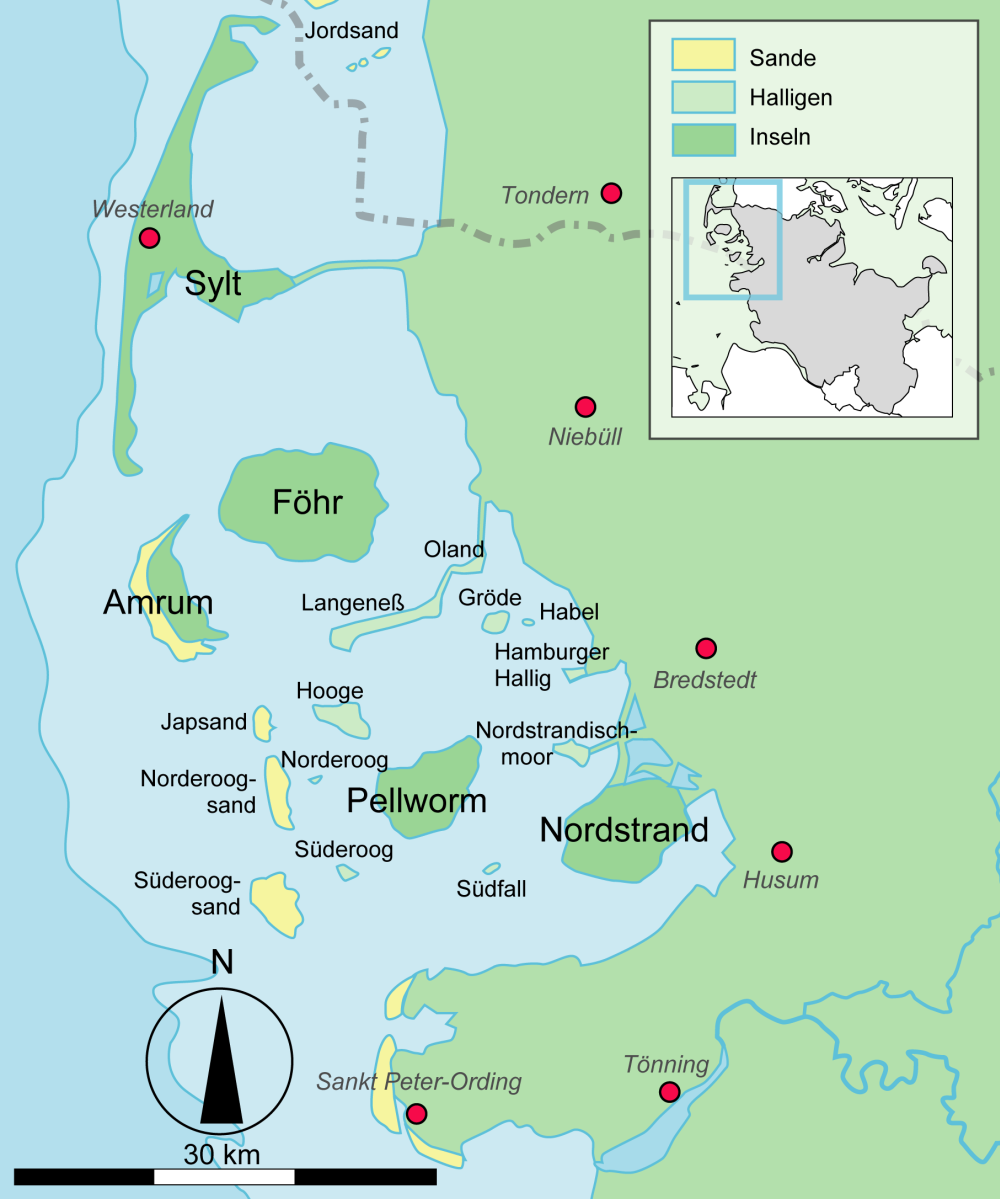
Karte Nordfriesisches Wattenmeer

Das Wattenmeer nördlich des Hindenburgdammes ist ein Naturschutzgebiet vor der schleswig-holsteinischen Nordseeküste im Kreis Nordfriesland. In das Gebiet ist das im Februar 1937 ausgewiesene Naturschutzgebiet „Vogelfreistätte Wattenmeer östlich Sylt“ aufgegangen. Zuständige untere Naturschutzbehörde ist der Kreis Nordfriesland.

## Lage
Das Naturschutzgebiet erstreckt sich auf den Bereich des nordfriesischen Wattenmeers zwischen der deutsch-dänischen Grenze im Norden und Osten, dem Landesschutzdeich der Tonderner Marsch zwischen der deutsch-dänischen Grenze und dem Hindenburgdamm im Osten, dem Hindenburgdamm im Süden, der Ostküste der Insel Sylt und dem Seegebiet nördlich von Sylt bis zur deutsch-dänischen Grenze.

## Bedeutung
Das Naturschutzgebiet liegt nahezu vollständig im Nationalpark Schleswig-Holsteinisches Wattenmeer und im Biosphärenreservat Schleswig-Holsteinisches Wattenmeer und Halligen. Es ist Bestandteil des FFH-Gebietes „Naturpark Schleswig-Holsteinisches Wattenmeer und angrenzende Küstengebiete“ und des EU-Vogelschutzgebietes „Ramsar-Gebiet Schleswig-Holsteinisches Wattenmeer und angrenzende Küstengebiete“. Das Naturschutzgebiet grenzt auf der Insel Sylt an die Naturschutzgebiete „Nord-Sylt“, „Kampener Vogelkoje auf Sylt“, „Nielönn/Sylt“, „Braderuper Heide/Sylt“ und „Morsum-Kliff“ sowie an die Landschaftsschutzgebiete „Nord-Ost-Heide Kampen“, „Süd-Ost-Heide Kampen“, „Jükermarsch und Tipkenhügel“, „Archsum“ und „Morsum“ sowie auf dem Festland an das Naturschutzgebiet „Rickelsbüller Koog“. Südlich des Hindenburgdamms erstreckt sich das Naturschutzgebiet „Nordfriesisches Wattenmeer“. Der größte Teil des Naturschutzgebietes ging 1985 im Nationalpark Schleswig-Holsteinisches Wattenmeer auf. Lediglich ein 150 Meter breiter Streifen im Bereich der Küstenlinie ist nicht Teil des Nationalparks.
Der Bereich des Wattenmeers wurde im 20. Jahrhundert nach Süden durch den Hindenburgdamm und nach Norden durch den Damm zur dänischen Insel Rømø von den vorher vorherrschenden, natürlichen Strömungsbedingungen abgetrennt. Er ist seitdem nur noch durch das Lister Tief, ein Seegatt zwischen Sylt und Rømø, mit der Nordsee verbunden. Das Naturschutzgebiet wird von ausgedehnten Wattflächen und Sanden mit zahlreichen Tiefs und Prielen geprägt. Große Teile des Naturschutzgebietes wird von sandigen Gezeitenflächen eingenommen.

## Flora und Fauna
Im Naturschutzgebiet sind artenreiche Muschelbänke und Seegraswiesen zu finden. Die Küstenbereiche werden vielfach von Salzwiesen mit Andel, Strandflieder, Queller und Schlickgras sowie Dünen und Strandflächen mit Rotschwingel und Strandnelke eingenommen. Weiterhin ist das Naturschutzgebiet Lebensraum für zahlreiche an die Lebensbedingungen angepasste Pflanzen- und Tierarten, darunter Schnecken, Muscheln, Krebse, Garnelen und Wattwürmer. Weiterhin ist es Rast-, Überwinterungs- und Mausergebiet vieler Wat- und Wasservögel. So sind hier u. a. Brandgans, Eiderente, Austernfischer, Sand- und Seeregenpfeifer, Zwerg- und Küstenseeschwalbe, Rotschenkel, Brachvogel, Uferschnepfe, Wiesenpieper und Feldlerche heimisch. Während des Vogelzuges im Frühjahr und Herbst suchen u. a. Ringelgans, Knutt, Pfuhlschnepfe, Regenbrachvogel, Alpenstrandläufer und Kiebitzregenpfeifer das Gebiet auf.
Teilbereiche des Naturschutzgebietes werden vom Landesverband Schleswig-Holstein des Naturschutzbundes Deutschland, dem Naturschutzverein Wiedingharde und dem Naturschutzverein Südtondern betreut.